# Обдах
Обдах (нім. Obdach) — торгова громада в Австрії, у федеральній землі Штирія.
Входить до складу округу Мурталь. Населення становить 3842 особи (станом на 31 грудня 2015 року). Займає площу 159 км². Обдах вперше згадано у 1190. 1324-го засновано ярмаркове містечко та високий суд. Регіонально важливий торговий центр на дорозі. 2015 року до муніципалітету приєднані Амерінг та Санкт-Анна-ам-Лавантегг.

## Населення
У місті було 2,193 жителя за даними перепису 2001 року. 97,6 % населення австрійської національності. Доля вірян римсько-католицької церкви — до 91,3 %, 1,1 % населення сповідуює протестантизм,1,8 % — іслам, 4,7 % не мають релігійної конфесії.
Найважливіший промисловий завод — Maschinenfabrik ALKO (до 250 працівників). У місті є два дитячі садки, початкова школа та нова середня школа.